# Girlfriend (Charlie Puth)
Girlfriend è un singolo del cantante statunitense Charlie Puth.

## Descrizione
Il singolo, pubblicato il 25 giugno 2020, è stato pubblicato da Atlantic Records e Rumson Records.

## Tracce
1. Girlfriend – 2:57